# Showdown (sport)

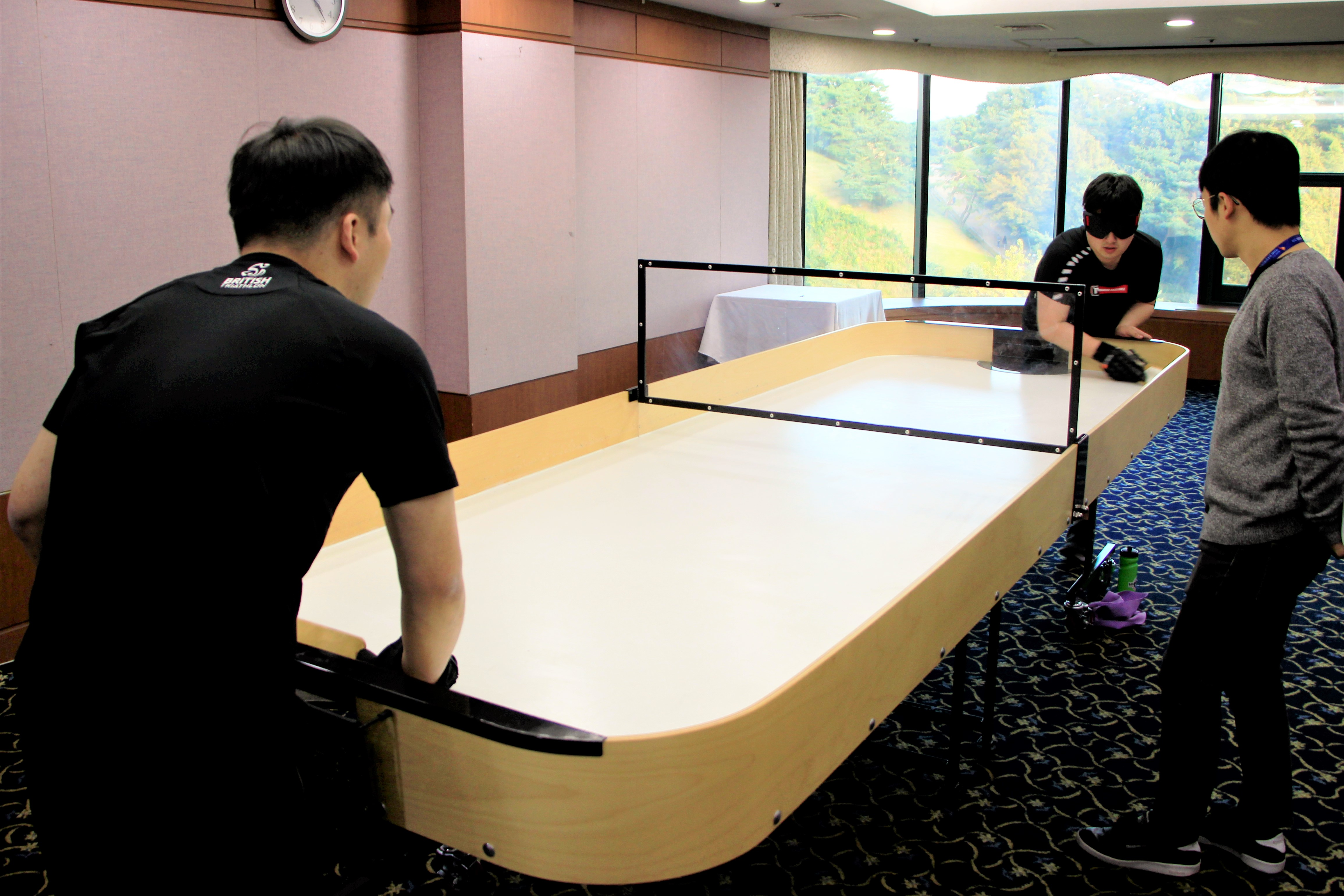
Partita a Showdown

Lo Showdown è uno sport per ipovedenti e ciechi che può essere descritto come la risposta della comunità dei non vedenti all'air hockey o al ping pong. Si è diffuso molto velocemente nel mondo. Viene giocato anche da giocatori vedenti, ma non è permesso loro partecipare nei tornei internazionali IBSA. Si è diffuso largamente in Europa, ma è anche giocato in: Africa, Asia, Nord America e Sud America. Dopo il successo dello Showdown alla paralimpiade di Atlanta del 1996, rappresentazioni da più di 30 paesi contattarono la sottocommissione Showdown IBSA. Volevano informazioni sull'equipaggiamento, progetti e regole così da poterci giocare nei loro paesi. Attualmente la sottocommissione Showdown IBSA sta incoraggiando tornei regionali e nazionali nello sforzo di avere tornei internazionali e, finalmente, arrivare alle paralimpiadi.

## Equipaggiamento
Lo sport è poco costoso all'inizio, richiede poca manutenzione, e può essere giocato in una stanza delle dimensioni di una classe. Le uniche cose necessarie sono un tavolo specificamente realizzato, due racchette, una speciale pallina con dei sonagli che la rendono udibile, occhiali protettivi e oscuranti e un guanto che protegge la mano. Il tavolo può essere smontato e riposto quando necessario.

## Come si gioca
Si gioca in 2 persone, in un tavolo rettangolare con uno schermo centrale, a una porta in ognuno dei due lati corti. L'obiettivo del gioco è di far correre la palla sul tavolo da gioco, sotto lo schermo centrale, verso la porta avversaria, mentre l'altro giocatore tenta di evitarlo. Entrambi i giocatori devono indossare protezioni per gli occhi, in maniera tale da assicurare che non possono vedere la palla. Il gioco inizia sempre con un servizio. Per servire correttamente il giocatore deve colpire la palla in maniera tale che colpisca esattamente una volta la sponda laterale prima di passare lo schermo centrale. Se non eseguito correttamente, verrà assegnato 1 punto all'avversario. Ogni giocatore serve 2 volte di fila. Un giocatore riceve 2 punti per ogni gol e 1 quando il suo avversario colpisce lo schermo centrale. fa uscire la palla, tocca la palla con la paletta o con la mano che impugna la stessa all'interno dell'area di porta, o intrappola o ferma la palla per più di 2 secondi, rendendola inudibile per l'avversario. Vengono assegnati 2 punti all'avversario se il giocatore tocca la sua protezione per gli occhi, senza prima chiedere il permesso all'arbitro. Le partite solitamente vengono giocate al meglio dei 3 set, cioè vince chi si aggiudica per primo 2 set. Il primo giocatore che raggiunge 11 punti, con una differenza di 2, vince il set. Unica eccezione è per le semifinali e le finali che si giocano al meglio dei 5, e vince la partita chi vince per primo 3 set. I giocatori cambieranno lato del campo all'inizio di ogni set. Nell'ultimo set i giocatori cambieranno campo al raggiungimento da parte di uno dei due giocatori di 6 punti. I giocatori dovranno stare in silenzio durante il gioco. Il tifo è permesso dopo il fischio dell'arbitro.